# The Best Of Absolute Music 4-5-6
The Best Of Absolute Music 4-5-6 er en kompilation i serien Absolute Music udgivet i 1997. Albummet består af 32 sange fra Absolute Music 4, Absolute Music 5 og Absolute Music 6.

## Spor

### Cd 1
1. Freddie Mercury – "Living On My Own"
2. Dawn Penn – "You Don't Love Me"
3. Phil Collins – "Everyday"
4. Sanne Salomonsen – "Haven't I Been Good To You"
5. Andrew Strong – "Ain't Nothin' You Can Do"
6. Roxette – "Sleeping In My Car"
7. Kim Wilde – "If I Can't Have You"
8. Pet Shop Boys – "Go West"
9. Peaches & Bobo – "A Place To Turn"
10. Louise Hoffsten – "Let The Best Man Win"
11. The Sandmen – "Don't Let Me Down"
12. Huey Lewis & the News – "(She's) Some Kind Of Wonderful"
13. One Two – "Getting Better"
14. Lisa Ekdahl – "Vem Vet"
15. Enigma – "Return To Innocence"
16. Take That – "Pray"

### Cd 2
1. Meat Loaf – "I'd Do Anything For Love (But I Won't Do That)"
2. Crash Test Dummies – "Afternoons & Coffeespoons"
3. The Pretenders – "I'll Stand By You"
4. Joshua Kadison – "Jessie"
5. Lis Sørensen – "Forvandling"
6. Mr. Big – "Wild World"
7. Lisa Stansfield – "So Natural"
8. C. J. Lewis – "Sweets For My Sweet"
9. Angélique Kidjo – "Agolo"
10. Rick Astley – "The Ones You Love"
11. Michael Learns To Rock – "Sleeping Child"
12. Cajsa Stina Åkerström – "Vill Du Veta Vem Jag Är"
13. Søs Fenger – "Kun Et Kys Herfra"
14. Six Was Nine – "Drop Dead Beautiful"
15. Maggie Reilly – "Follow The Midnight Sun"
16. Randy Crawford – "In My Life"